# Luca Giordano

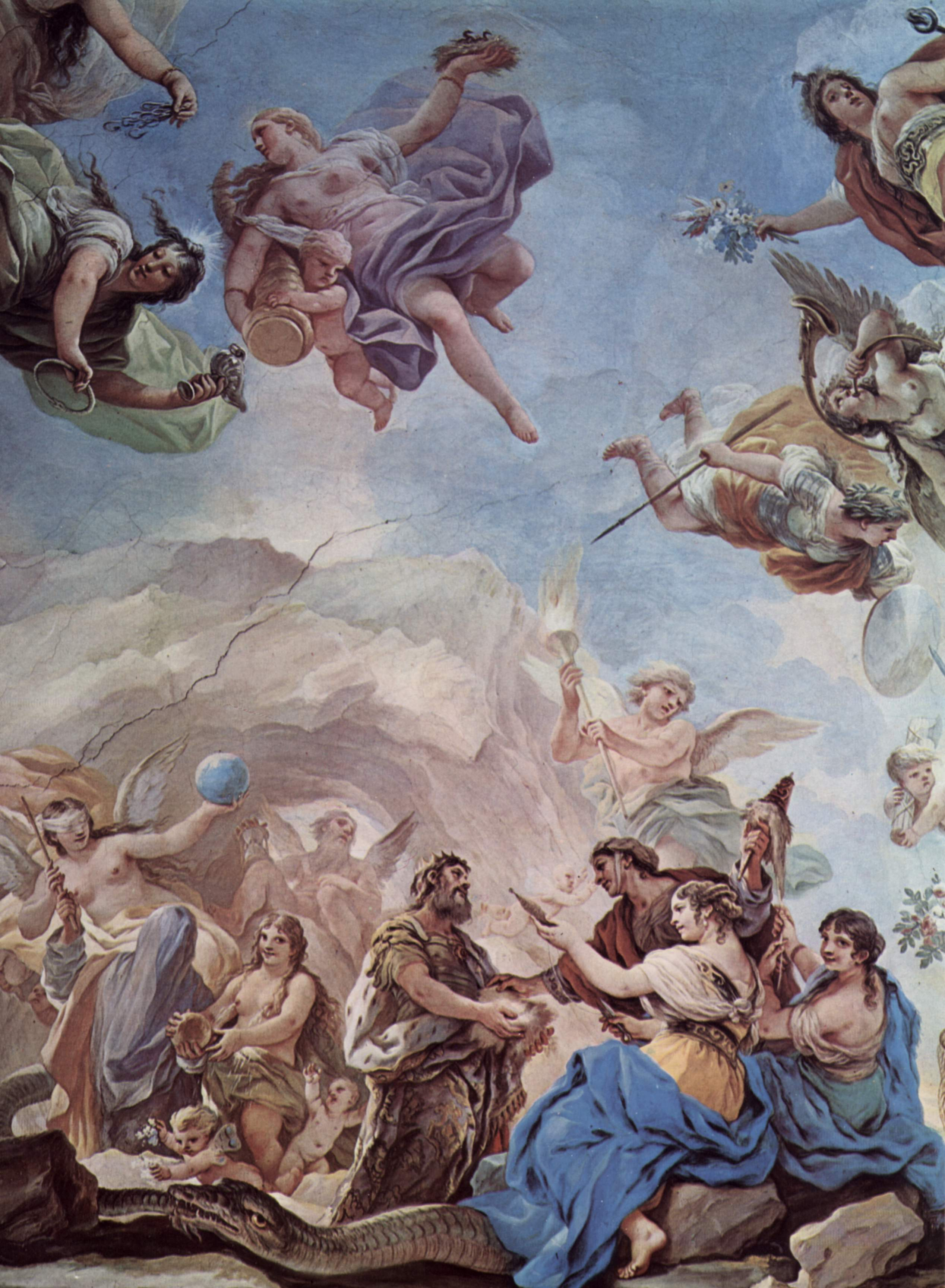
"Människans skapelse" (1684-1686), Palazzo Medici-Riccardi, Florens

Luca Giordano, kallad Luca Fapresto, född 18 oktober 1632 i Neapel, död där den 12 januari 1705, var en italiensk målare av den neapolitanska skolan. 
Giordano var son till en medelmåttig målare, Antonio Giordano, vilken lät gossens undervisning börja mycket tidigt. Giordano skall redan vid 8 års ålder ha överträffat sin far. Han kom tidigt i Giuseppe Riberas ateljé och arbetade där så ivrigt i 9 år, att han på det fullkomligaste kunde härma sin mästares stil. Men då greps han av längtan att se sig omkring i världen. Han lämnade i hemlighet hemmet och begav sig direkt till Rom, där han började ta undervisning hos Pietro da Cortona, vars maner var raka motsatsen till Riberas. 
Snart hade han så fullständigt satt sig in i det nya målningssättet, med dess akademiska teckning och milda, glada färger, i motsats till Riberas naturalism och skarpa kontraster mellan ljus och skuggor, att han, oaktat sin ungdom, fick den äran att hjälpa sin nye mästare i hans arbete. Emellertid uppsökte fadern honom, och olyckligtvis kom ynglingen åter under hans spira. Fadern lät honom visserligen i tre år fortsätta sina studier hos Pietro da Cortona, men därefter tog han honom med sig till Parma och Bologna, till Venedig och Florens. 
Där lät fadern överallt Luca honom kopiera olika mästares tavlor, så att han till slut alldeles förlorade varje spår till personlig egendomlighet. "Fa presto!" (skynda dig) sade fadern; och detta uttryck övergick sedan till det stående tillnamn, under vilket Luca är känd i konsthistorien.  
Giordano var en eklektiker, som sökte förena ideal stil med naturalism och som visste att återgiva vilket maner man behagade. Genom sin oerhörda lätthet att arbeta utvecklades han till en snabbmålare, som slösade med formsinne, praktfull kolorit och outtömlig fantasi. Ett exempel på denna utomordentliga snabbhet är den stora målningen Francisco Xavier döper japaner, som han utförde för jesuiterna i Neapel. Denna ytterst rika komposition utförde han på två dagar utan föregående utkast. Till hans bästa arbeten hör bland annat takmålningar i San Martino (Neapel), en graciös Galatea, i Palazzo Pitti. Dessutom fyllde han oerhörda väggytor med kompositioner, i vilka han ibland lyckades väl med den mera flyktiga dekorationsmålningen, men ofta också, under strävan efter formskönhet och idealt uttryck, helt plötsligt råkade in i krass naturalism. Hans tavlor och väggmålningar är otaliga både inom och utom Italien. I synnerhet finns många av hans arbeten i Spanien, dit han kallades 1692 av Karl II och behandlades som en furste, med underhåll och ärebetygelser, under det han med sina färger dekorerade tak och väggar i Escorial. Efter Karls död återvände Giordano till Italien, där han med oförminskad iver målade till sin död.